# (6480) Scarlatti
(6480) Scarlatti (1988 PM1) – planetoida z pasa głównego asteroid okrążająca Słońce w ciągu 3,65 lat w średniej odległości 2,37 j.a. Odkryta 12 sierpnia 1988 roku.